# جاك شابديلين
جاك شابديلين هو لاعب كرة قدم كندية كندي، ولد في 24 أغسطس 1961 في شيربروك في كندا.